# Tótszentmárton
Tótszentmárton è un comune dell'Ungheria di 922 abitanti (dati 2001). È situato nella contea di Zala.